# Induismo in Occidente
La ricezione dell'induismo nel mondo occidentale inizia nel XIX secolo, in un primo momento a livello accademico nell'ambito degli studi di scienza delle religioni oltre che d'interesse per la lingua sanscrita. Solo dopo la seconda guerra mondiale la religione induista incomincia ad acquisire una presenza come minoranza religiosa nelle nazioni occidentali, in parte a causa dell'immigrazione, ed in parte per la conversione di alcuni cittadini europei e statunitensi; quest'ultima evenienza in particolare avviene nel contesto della controcultura degli anni '60 e '70 del '900, dando luogo ad una serie di fedeli indù ispirati dai nuovi movimenti religiosi, a volte noti anche come "neo-indù" o risultato dell"esportazione dell'Induismo".

## Storia

### Periodo coloniale
Durante il periodo coloniale britannico (vedi impero anglo-indiano) la società indiana è stata sostanzialmente influenzata dall'Occidente, ma anche l'India ha influenzato notevolmente il mondo europeo. Uno dei primi esponenti e sostenitori di un pensiero filosofico ispirato a quello indiano in Occidente è stato Arthur Schopenhauer, che nel 1850 ha sostenuto l'etica basata su un "tema ariano-vedico spirituale di auto-conquista", in contrasto con l'unità ignorante nei confronti dell'utopismo terreno di questo mondo materiale ed estremamente superficiale di stampo spirituale "ebraico" .
Helena Blavatsky si trasferì in India nel 1879 e la sua Società Teosofica, fondata a New York nel 1875, si è evoluta in una miscela peculiare di occultismo occidentale e misticismo indù negli ultimi anni della sua vita.
Anche il soggiorno di Vivekananda al Parlamento Mondiale delle Religioni svoltosi a Chicago nel 1893 ha avuto un effetto duraturo. Vivekananda in seguito fondato la Missione Ramakrishna, un'organizzazione missionaria indù ancora oggi attiva.
Elementi di Induismo ispirati alla Teosofia sono stati ereditati dai movimenti "spin-off" di Ariosofia ed antroposofia i quali, infine, hanno contribuito alla rinnovata New Age col suo boom verificatosi nel corso degli anni dal 1960 al 1980; il termine New Age è derivante dalla stessa Blavatsky che lo utilizzò nel 1888 per la composizione del suo vasto libro intitolato La Dottrina Segreta. In alcuni suoi sviluppi indipendenti, nello stesso tempo Jiddu Krishnamurti, un indiano del sud bramino, è stato promosso come "veicolo" di entità messianica a Maitreya, il cosiddetto "Maestro del Mondo", dalla Società Teosofica.
Nel corso del XX secolo, occultisti occidentali influenzati dall'induismo includono la scrittrice franco-greca Maximiani Portaz (una sostenitrice del "paganesimo ariano") che si è fatta conoscere sotto il nome di Savitri Devi e lo scrittore indologo Jakob Wilhelm Hauer, fondatore del Movimento per la fede tedesca. Fu in questo periodo, fino ai primi anni '20 del '900, che la svastica è divenuta un simbolo onnipresente di buona fortuna in Occidente prima della sua associazione con il partito nazista la quale divenne predominante durante gli anni '30.
Un altro insegnante indù presto ricevuto in Occidente fu Sri Aurobindo (morto nel 1950), che ha avuto una notevole influenza sull'esoterismo occidentale detto "integrale", sul tradizionalismo ("Perennialismo")o la spiritualità nella tradizione di René Guénon, Julius Evola, Rudolf Steiner, etc.

### Movimenti neo-indù 1950-80
Nel corso degli anni dal 1960 a 1970 ha inizio nel mondo occidentale quella forma di controcultura, che s'approccera con alcuni dei massimi esponenti dei movimenti neoinduisti del tempo, tra cui i più conosciuti sono Sathya Sai Baba (organizzazione Sathya Sai, 1963), AC Bhaktivedanta Swami Prabhupada (ISKCON o "Hare Krishna"), l'indoamericano Prem Rawat conosciuto come Guru Maharaj Ji (Missione Luce Divina) e Maharishi Mahesh Yogi (movimento di Meditazione Trascendentale).
Tutti questi hanno - chi più chi meno - attirato un notevole seguito tra gli occidentali, fondando movimenti religiosi o quasi-religiosi che rimangono attivi fino al tempo presente. Questo gruppo di movimenti fondato da persone considerate avere una fortissima dose di carisma personale interiore con un corpus di scritture esoteriche redatte prevalentemente in lingua inglese, è classificato come fondazione, proselitismo delle religioni, o "guru-ismo" da parte di Michaels (1998).
L'Hatha Yoga è stato reso popolare fin dal 1960 da BKS Iyengar, K. Pattabhi Jois e altri. Tuttavia, la pratica occidentale dello Yoga è eseguita per lo più distaccata dal suo contesto religioso o mistico e viene invece prevalentemente praticata come esercizio fisico o una qualche forma di medicina alternativa.
Dal 1980, Mata Amritanandamayi e Madre Meera (la "Madre Divina", auto-identificazione come Avatāra di Shakti) sono state attivamente impegnate anche in Occidente.

## Migrazione indù nei paesi occidentali
L'emigrazione (a maggioranza indù) dalla repubblica indiana ha avuto luogo a partire dagli anni '70 del XX secolo, con diversi milioni di persone che si spostavano verso il Nordamerica e l'Europa; già nel 1913 A. K. Mozumdar divenne la prima persona di origine indiana ad acquisire la cittadinanza statunitense.

## Elementi di derivazione induista nella cultura di massa
Cresciuti al di fuori dell'entusiasmo ed euforia per l'induismo insiti nella controcultura degli anni '60, la moderna cultura popolare occidentale ha adottato alcuni elementi i quali in ultima analisi si trovano a basarsi sull'Induismo ma che pur non sono oggi considerati necessariamente praticata in un contesto religioso o spirituale. Ciò riguarda lo yoga in particolare, nella sua generalità, che è ampiamente praticato per il miglioramento della salute psicofisica e il fitness (sport). Come esempio si può citare Bikram Choudhury il quale col suo "Bikram Yoga" ha attirato molte celebrità.
"L'induismo sta attirando seguaci occidentali attraverso la pratica affiliata dei centri di Yoga sparsi per tutto l'Occidente - e che in genere sostengono il vegetarismo - il che attrae i giovani, gli occidentali ben istruiti, che sono interessati dai benefici promessi dall'esercizio dello yoga sia per la salute fisica che emotiva. Ci sono tra questi anche vari individui introdotti al sistema filosofico Hindu propugnato dalla maggior parte degli insegnanti di yoga, noto come Vedānta". Si stima che circa 30 milioni di americani e 5 milioni di europei regolarmente praticano qualche forma di Hatha Yoga. In Australia, il numero dei praticanti è di circa 300.000; mentre in Nuova Zelanda il numero è anch'esso molto elevato, di circa 300.000 aderenti.
In Occidente, una versione più modernizzata "New Age" di Ayurveda ha recentemente guadagnato popolarità come forma unica di medicina complementare e alternativa (sott la denominazione di CAM).
"Il vegetarianismo, l'etica di non-violenza, lo yoga e la meditazione, hanno tutti goduto una vasta popolarità negli ultimi 40 anni, spesso influenzato direttamente dall'ISKCON, se non indirettamente."